# Sibila Petlevski
Sibila Petlevski (ur. 11 maja 1964 w Zagrzebiu) – chorwacka pisarka, poetka, dramatopisarka, krytyczka literacka, badaczka teatru, wykładowca akademicki.  

## Biografia
Sibila Petlevski pochodzi z artystycznej rodziny, ojciec, Ordan Petlevski, i matka, Biserka Baretić, byli malarzami. Ukończyła literaturoznawstwo porównawcze i filologię angielską, na wydziale filozoficznym Uniwersytetu w Zagrzebiu w 1988 r. W 1991 r. uzyskała tytuł magistra, w 1996 r. obroniła doktorat. Od 1996 r. jest zatrudniona w Akademii Sztuki Dramatycznej Uniwersytetu w Zagrzebiu. W 2009 r. została profesorem zwyczajnym. W 2015 r. przyznano jej status tenure.

## Kariera literacka
Petlevski jest autorką ponad 20 książek, wśród których znajdują się tomiki poezji, proza, dramaty, eseje oraz prace naukowe. Pisze zarówno w języku chorwackim, jak i w języku angielskim. Utwory Sibili zostały przetłumaczone na wiele języków. W 1995 r. sonety w języku angielskim zostały opublikowane w antologii 50: A Celebration of Sun & Moon Classics. 
Jest członkinią L'Académie Mallarmé i l'Académie Européenne de Poésie. Jako członkini International PEN, pełniła dwa mandaty w zarządzie International PEN Board (2002-2007). Członkini Association of the Women of the Mediterranean Region. W 1993 r. otrzymała prestiżową chorwacką nagrodę literacką im. Vladimira Nazora,  w 2005 r. jej sztuka Eisgeneral została wybrana na Berliner Festspiele TT Stückemarkt. W 2005 r. została pierwszą laureatką nagrody Poeteka International Poetry Prize, za książkę Joined Faces, przyznawanej  w ramach albańskiego festiwalu Poeteka. Petlevski jest autorką dwóch nagrodzonych książek o teatrze, za które otrzymała nagrodę za wkład w teoretyczną dramaturgię. Jej sztuka Lyrebird została wybrana na 10. Women Playwrights’ International do czytania scenicznego w Kapsztadzie w 2015 r.

## Życie prywatne
Mężem Sibili Petlevskim jest David Gazarov, niemiecki pianista i kompozytor pochodzenia ormiańskiego.

## Wybrana twórczość

### Poezja
- Kristali, 1988
- Skok s mjesta, 1990
- Sto aleksandrijskih epigrama, 1993
- Babylon, 2000
- Heavy Sleepers, 2000
- Libitina, 2002
- Spojena lica, 2006

### Proza
- Francuska suita, 1996
- Koreograﬁja patnje, 2002
- Noćni trening, 2006
- Moj Antonio Diavolo, 2007
- Vrijeme laži - Tabu I., 2009
- Bilo nam je tako lijepo!, 2011

### Dramaty
- Ledeni general (Eisgeneral), 2005
- Cagliostro Forever, libreto, 2007
- Rimbaud’s House (Rimbaudova kuća), 2007